# Glasgraben (Gemeinde Purkersdorf)
Glasgraben ist ein Weiler in der Gemeinde Purkersdorf in Niederösterreich.

## Geographie
Der Weiler liegt südöstlich des Hauptortes zwischen Westautobahn und der Mauer des Lainzer Tiergartens, der die Wiener Stadtgrenze ist.

## Geschichte
In alten Karten ist an der Stelle nur die Glasgrabenwiese eingezeichnet, an deren östlichem Ende der Holzhackerhof lag. Die Innere Glasgrabenwiese liegt heute im Lainzer Tiergarten und gehört zu Wien, die Äußere Glasgrabenwiese liegt außerhalb und gehört zur Gemeinde Purkersdorf.
1924 kaufte der Direktor der Österreichischen Länderbank, Heinrich August Mansfeld, die Wiese Glasgraben Nr. 1 von der Stiftungsverwaltung des Sommerasyles für die armen unheilbaren Kranken im Hause der Barmherzigkeit in Währing um den Kaufpreis von 4.300 Schilling. Im Frühjahr 1925 arrondierte er das Grundstück im Wege eines Flächentausches mit den Grundstücksnachbarn Franz und Anna Mossbacher.
Von 1924 bis 1925/1926 errichtete Heinrich Mansfeld ein kleines Haus mit Stall und einer Wasserleitung, 1930 wurde das Haus erweitert.
1925 erhielt Heinrich Mansfeld auch die wasserrechtliche Genehmigung zur Errichtung einer Teichanlage für die Züchtung von Jungfischen. Der Bachlauf wurde an den Rand des Grundstückes verlegt, 3 Teiche ausgehoben und durch ein Schleusensystem mit dem Glasgrabenbach verbunden. Wegen der zu geringen Wassermenge im Sommer wurde die Fischzucht kein kommerzieller Erfolg. Bei der Aushebung des Teiches 1927 wurden römerzeitliche Funde von Brandbestattungen gemacht.
Heinrich Mansfeld betrieb im Glasgraben Nr. 1 im Sommerhalbjahr auch einen einfachen Bewirtungsbetrieb, 1927 erhielt er auch eine Konzession zur Ausschank von Flaschenbier und Obstwein. Die 1928 beantragte Erweiterung der Gastgewerbe-Konzession auf einen Ganzjahresbetrieb wurde nicht bewilligt, spätere Ansuchen, zuletzt 1937, wurden ebenfalls alle abgelehnt. Daraufhin verkaufte Heinrich August Mansfeld den Glasgraben 1937 an die Familie Heidl. Diese bauten die „Glasgrabenhütte“ zu einem beliebten Ausflugsziel der Wiener aus und verkauften Jahrzehntelang selbst produzierten Ribiselwein.
Die obere Glasgrabenwiese wurde als Liegewiese benützt, vom Dreihufeisenberg wurde im Winter entlang der Lainzer Tiergartenmauer gerodelt und mit den Skiern abgefahren. In den Kriegsjahren war sie geheimer Treffpunkt für politische Randgruppen.
In den 1950er Jahren wurde ein Wohnhaus errichtet, die Teiche wurden nicht mehr bewirtschaftet. Mit dem Bau der Westautobahn von Pressbaum nach Auhof (Neueröffnung 1966) wurde die Landschaft massiv verändert. Die Familie Heidl verkaufte daher 1960 die Liegenschaft an Benno Polatschek, den Inhaber der Firma Radio Weltspiegel, der sich hier seinen Traum einer Landwirtschaft erfüllen wollte. Er ließ einen Stall errichten, pachtete 9 ha Wiesen dazu und meldete 1963 eine Landwirtschaft/Meierei an. Den Rechten, der zwei kleinen Teiche ließ er zuschütten und legte darauf einen Acker an.
Nach Eigentümerwechseln 1990 wurden 1999 die Objekte renoviert und 2000 der Teich saniert. Von 1996 bis 2009 wurde im Glasgraben eine Jausenstation betrieben, ab April 2004 mit der Konzession für ein „Landgasthaus“.
Im Glasgraben Nr. 3 befand sich ein Wirtschaftsgebäude unterhalb der späteren Straßenmeistereihalle. 1992 erwarb das Bundesheer die Fläche.
Gartensiedlung auf Glasgraben Nr. 2
In den Hungerjahren Ende der 1920er Jahre wurde die an Glasgraben Nr. 1 östlich angrenzende Wiese in 10 ca. 1600 m² große Parzellen geteilt und als Gartenland verkauft. Die Bewohner errichteten einfache Gartenhütten, nach 30 Jahren wurde die Gartensiedlung offiziell als solche gewidmet. Nach 1960 wurden Gartenhäuser gebaut, im Frühjahr 1990 erhielten die Parzelle einen Stromanschluss. 2002 wurde eine Wasserleitung von der Baunzen bis in den Glasgraben gegraben. Die Errichtung einer Pflanzenkläranlage für die gesamte Siedlung Glasgraben wurde ab 2003 geplant aber nicht umgesetzt.